# چوی ساتو
چوی ساتو (به انگلیسی: Choei Sato) بازیکن فوتبال اهل ژاپن و عضو تیم ملی فوتبال ژاپن است که در تاریخ ۲۱ ژوئیه ۱۹۷۸ میلادی اولین بازی ملی‌اش را انجام داد. او در ۱ بازی ملی حضور داشت و آخرین بازی ملی خود را در تاریخ ۲۱ ژوئیه ۱۹۷۸ میلادی انجام داد. چوی ساتو در بازی‌های ملی‌اش
گلی به ثمر نرساند.